# Skulpturenstraße Weisweil
Die Skulpturenstraße Weisweil ist eine Freiluft-Galerie in der Gemeinde Weisweil im Landkreis Emmendingen. Sie hat eine Länge von zwei Kilometern und geht vom Ortsrand bis zum Yachthafen am Rhein. Sie umfasst mehr als 30 Skulpturen und wurde im Juli 2006 eingeweiht. Die ausgestellten Kunstwerke sind vom Künstler Karl Blattmann, der diese Werke mit der Motorsäge geschaffen hat. Die Skulpturen stehen auf beiden Seiten der Rheinstraße. Da sich die Straße in einem Naturschutzgebiet befindet, soll sie mit den Skulpturen und den dort geschaffenen Ruheräumen dazwischen auch den Touristenverkehr lenken. Bei der Eröffnung wurde die Installation durch das Projekt „Lebensqualität durch Nähe“ (LQN) gewürdigt.
Karl Blattman ist durch seine Auftritt in Wetten, daß...? im Dezember 1998 überregional bekannt geworden.

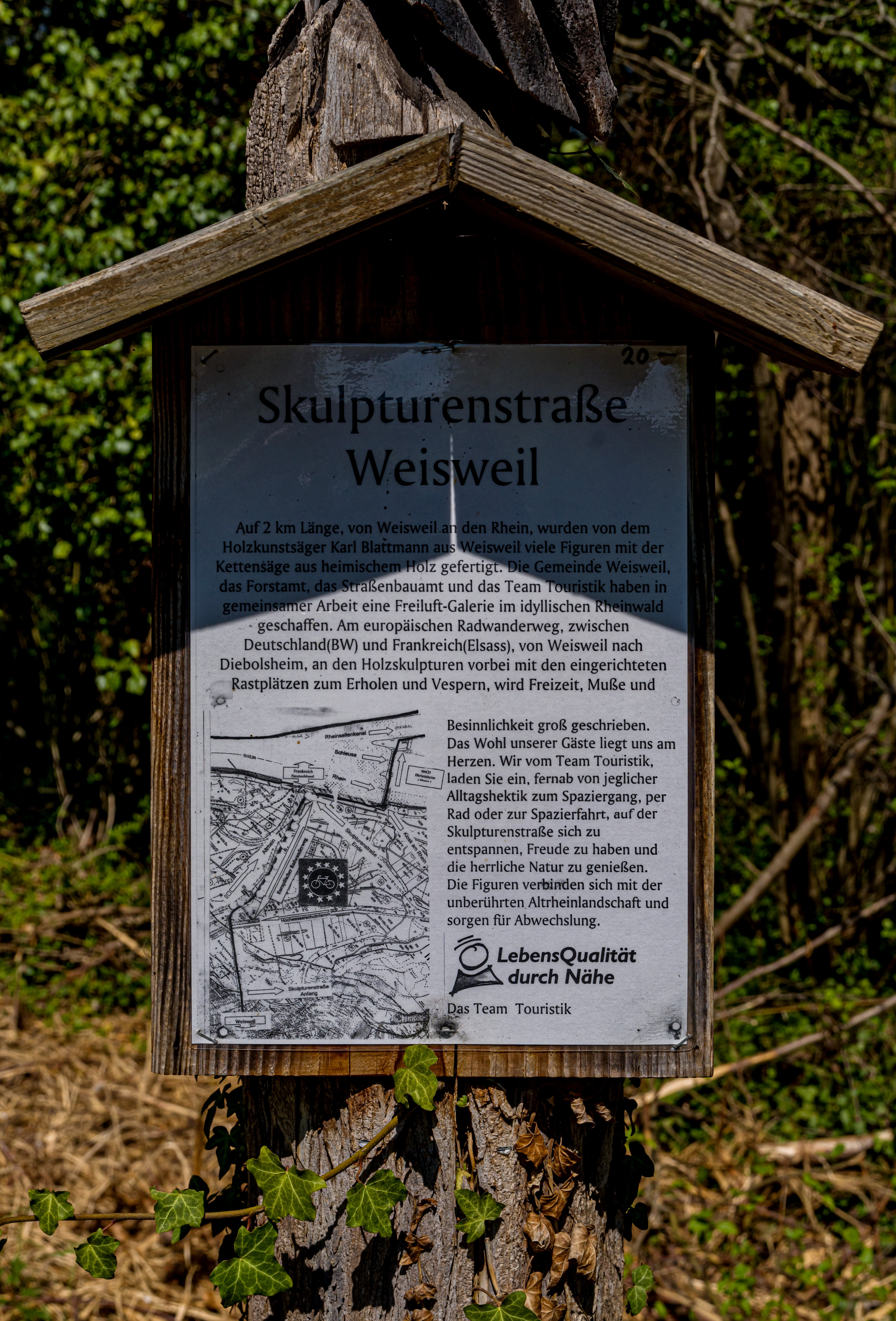
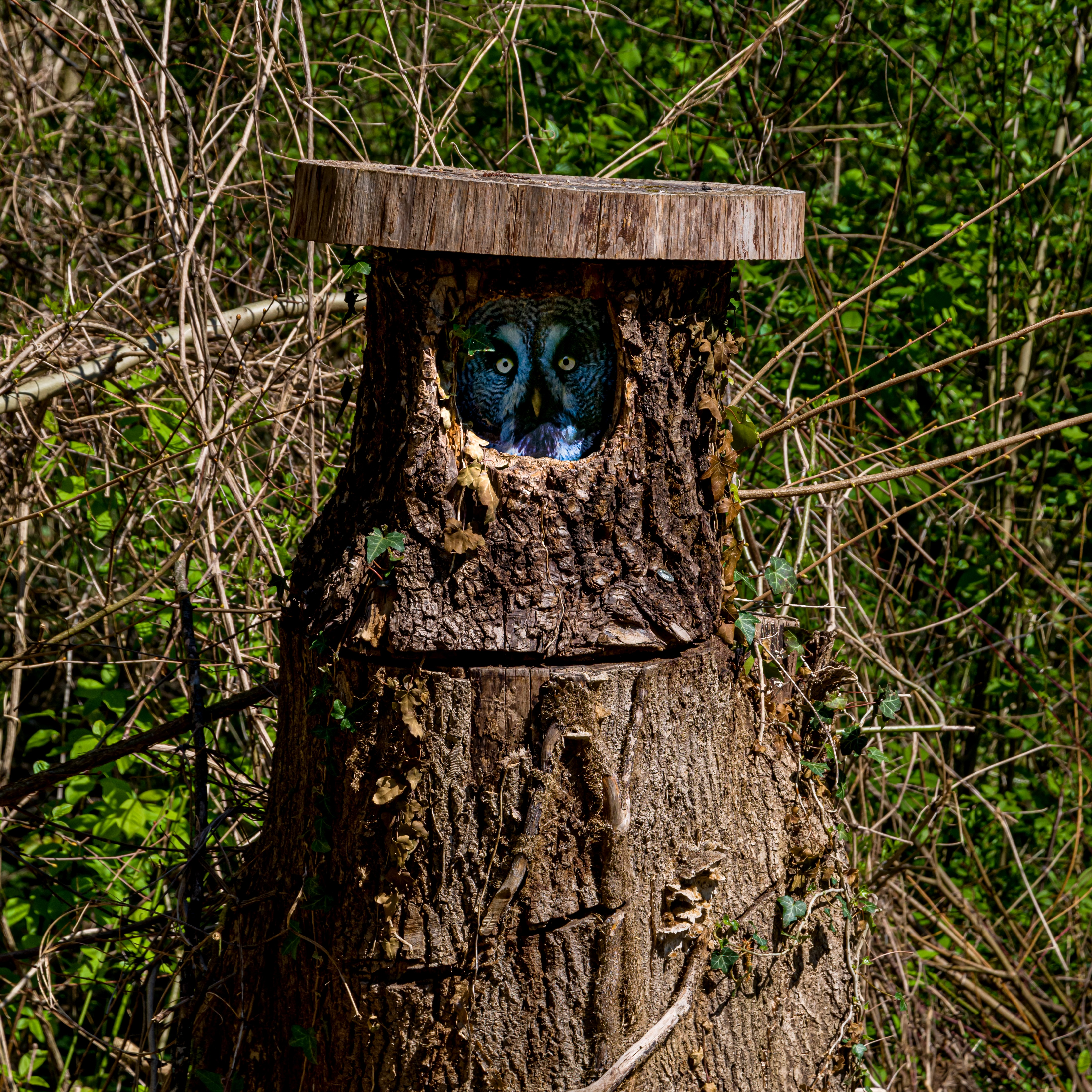
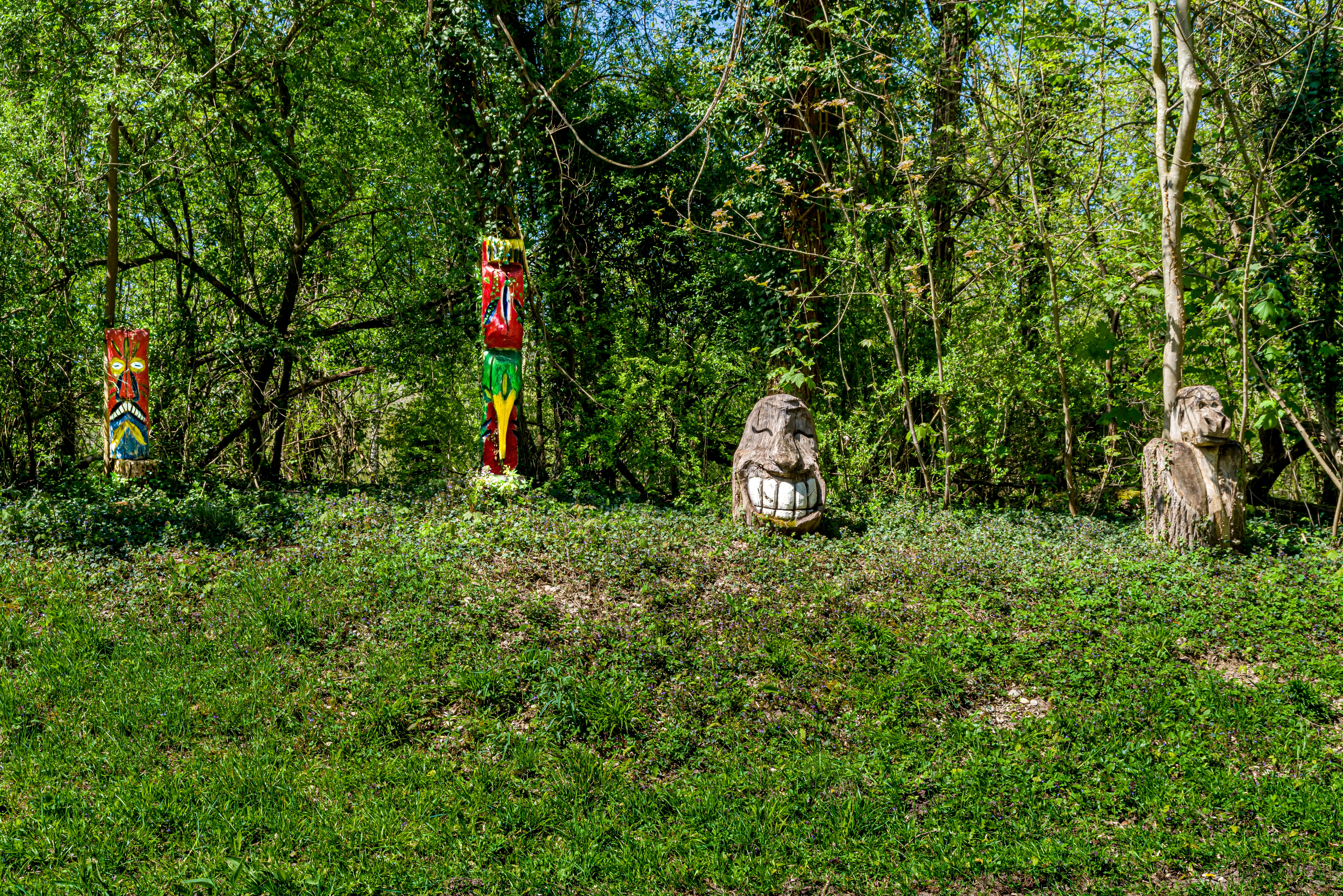
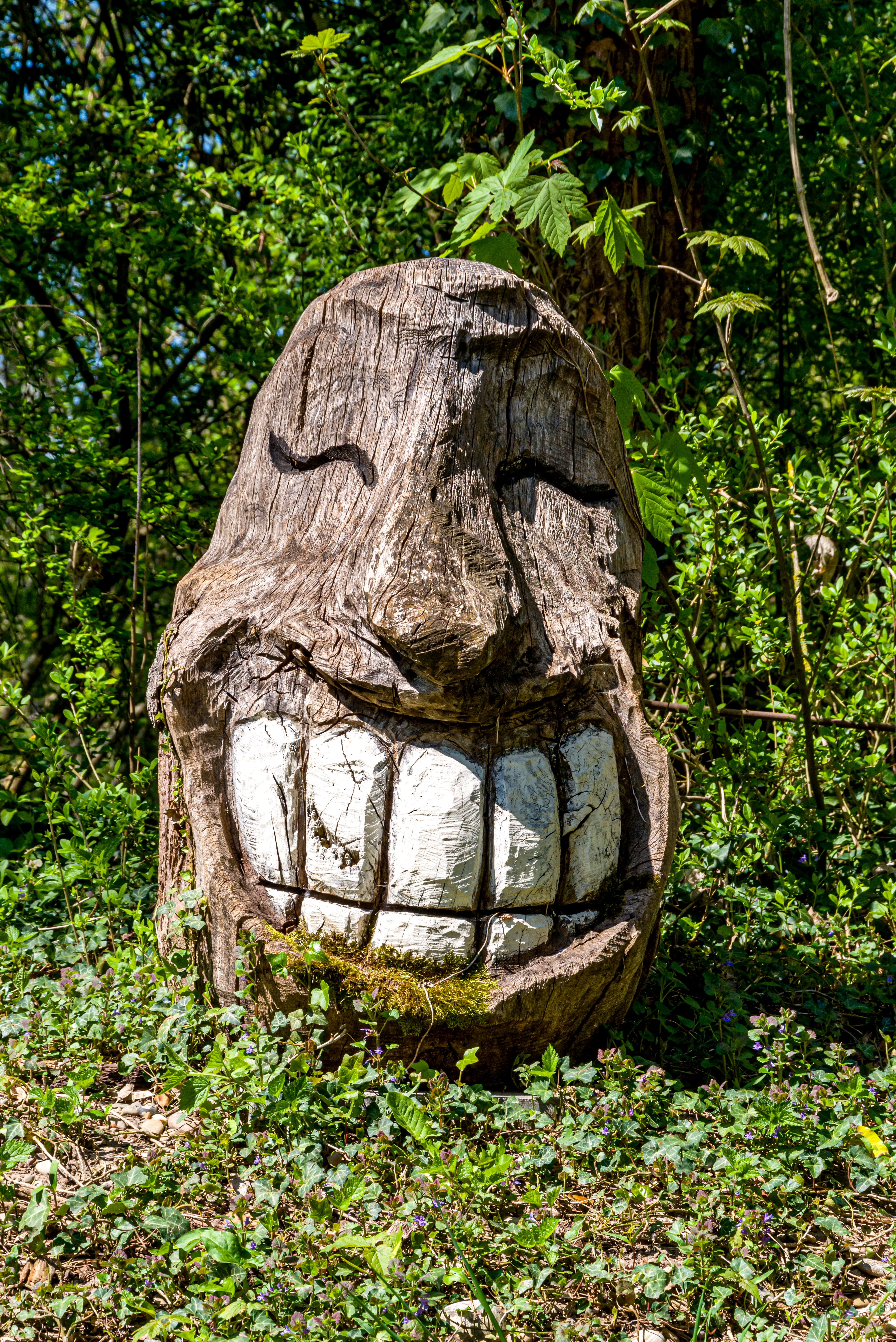
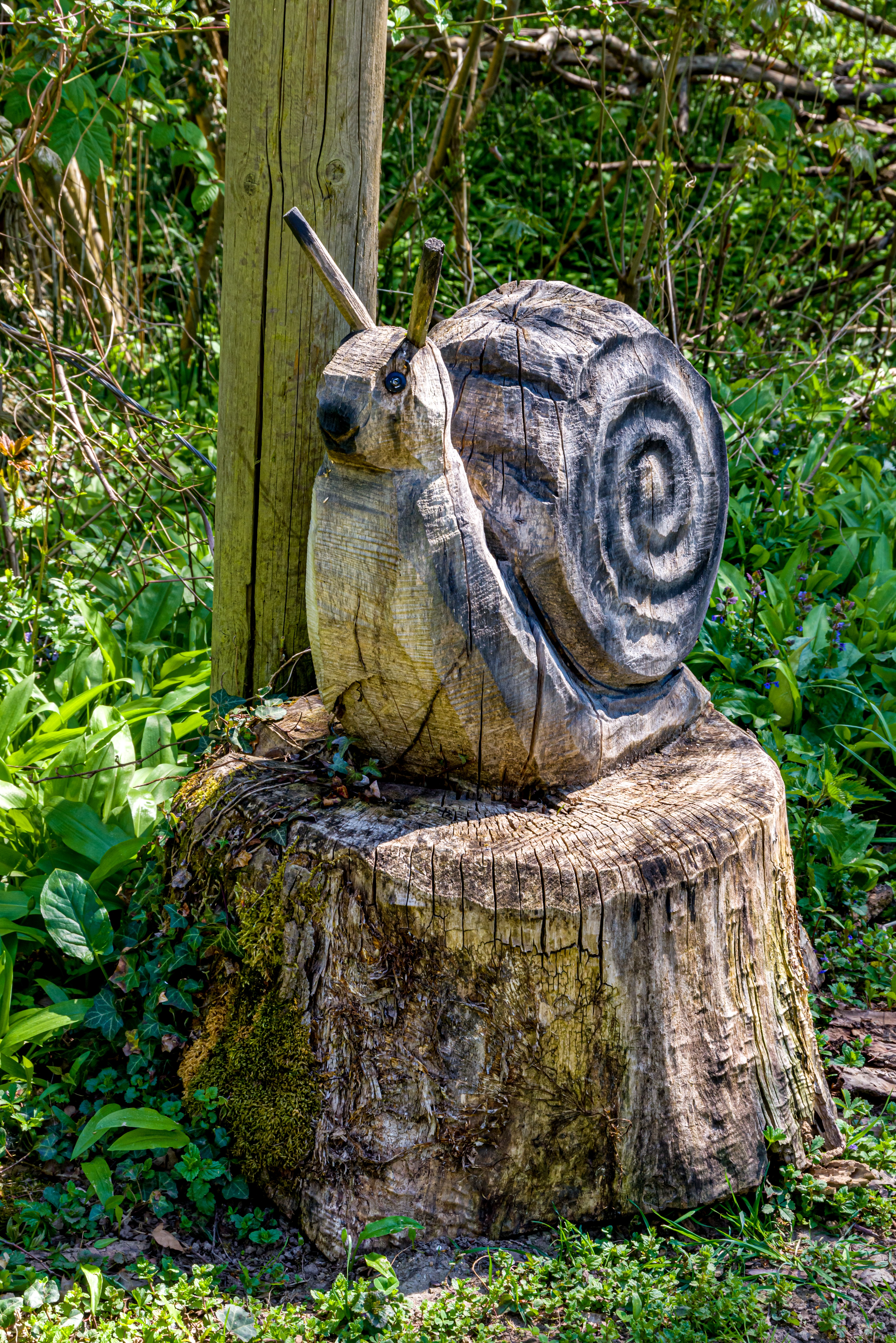
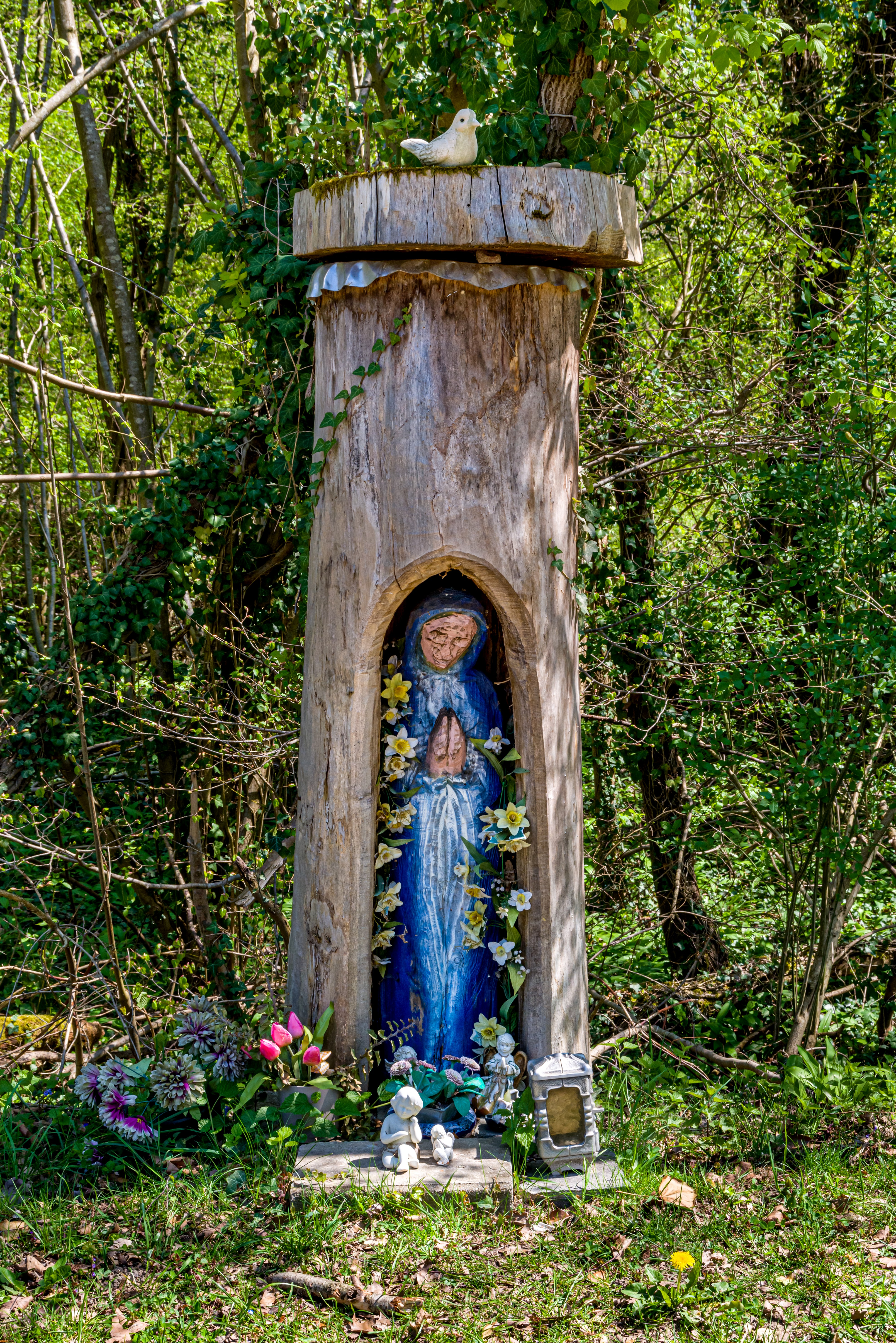